# Forêts humides décidues des îles de la mer de Banda
Localisation
Les forêts humides décidues des îles de la mer de Banda est une écorégion définie par le fonds mondial pour la Nature (WWF) qui couvre les îles Tanimbar, Kei et Barat Daya dans la province des Moluques à l'est de l'Indonésie, autour de la mer de Banda. Elle est appartient à l'écozone australasienne et au biome des forêts décidues humides tropicales et subtropicales,,.